# Турска на Светском првенству у атлетици на отвореном 2015.
Турска је на Светском првенству у атлетици на отвореном 2015. одржаном у Пекингу од 12. до 30. августа, учествовала петнаести пут, односно учествовала је на свим светским првенствима одржаним до данас. Према пријави репрезентацију Турске представљало је 12 атлетичара (8 мушкараца и 4 жене), који су се такмичили у 12 атлетских дисциплина (9 мушких и 3 женске).,
На овом првенству представници Турске нису освојиле ниједну медаљу, а оборили су три национална и 4 лична рекорда.
У табели успешности (према броју и пласману такмичара који су учествовали у финалним такмичењима (првих 8 такмичара)), Турска је делила 41. са 8 бодова, од 68 земаља које су имале представнике у финалу. На првенству је учествовало 207 земаља чланица ИААФ..
| Плас. | Земља  | 1. место | 2. место | 3. место | 4. место | 5. место | 6. место | 7. место | 8. место | Бр. финал. | Бод. |
| ----- | ------ | -------- | -------- | -------- | -------- | -------- | -------- | -------- | -------- | ---------- | ---- |
| =41.  | Турска | 0        | 0        | 0        | 0        | 0        | 2        | 1        | 0        | 3          | 8    |

## Учесници
| Дисциплина       | Спортисти           | Спортисти               |
| Дисциплина       | Мушкарци            | Жене                    |
| ---------------- | ------------------- | ----------------------- |
| 100 м            | Жак Харви           | -                       |
| 200 м            | Рамил Гулијев       | -                       |
| 1.500 м          | Илхам Тануи Озбилен | -                       |
| 5.000 м          | Али Каја            | -                       |
| 10.000 м         | Али Каја            | -                       |
| Маратон          | Бекир Карајел       | Султан Хајдар           |
| 400 м препоне    | Јасмани Копело      |                         |
| 3.000 м препреке | Халил Акаш          | Озлем Каја Тугба Гувенц |

| Дисциплина     | Спортисти  | Спортисти     |
| Дисциплина     | Мушкарци   | Жене          |
| -------------- | ---------- | ------------- |
| Бацање кладива | Ешреф Апак | Кивилџим Каја |

## Резултати

### Мушкарци
| Атлетичар           | Дисциплина       | Лични рекорд | Квалификације | Квалификације | Полуфинале | Полуфинале    | Финале               | Финале        | Детаљи |
| Атлетичар           | Дисциплина       | Лични рекорд | Резултат      | Место         | Резултат   | Место         | Резултат             | Место         | Детаљи |
| ------------------- | ---------------- | ------------ | ------------- | ------------- | ---------- | ------------- | -------------------- | ------------- | ------ |
| Жак Харви           | 100 м            | 10,03 НР     | 10,04         | 3. у гр. 5 КВ | 10,08      | 5. у гр. 1    | Није се квалификовао | 15. / 52 (54) |        |
| Рамил Гулијев       | 200 м            | 20,01 НР     | 20,01 =НР     | 1. у гр. 1    | 20.10      | 4. и гр. 3 кв | 20.11                | 6. / 54 (60)  |        |
| Илхам Тануи Озбилен | 1.500 м          | 3:31,30 НР   | 3:38,28       | 5. у гр, 1 КВ | 3:45,70    | 10 у пф. 1    | Није се квалификовао | 20. / 40 (41) |        |
| Али Каја            | 5.000 м          | 13:00,31 НР  | 13:21,46      | 5. у гр. 2 кв |            |               | 13:56,51             | 9. / 39 (41)  |        |
| Али Каја            | 10.000 м         | 27:24,09 НР  |               |               |            |               | НЗ                   | НЗ            |        |
| Бекир Карајел       | маратон          | 2:13:21      |               |               |            |               | НЗ                   | НЗ            |        |
| Јасмани Копело      | 400 м препоне    | 49,39 НР     | 48,89 НР      | 1. у гр. 4 КВ | 48.46 НР   | 4 у пф. 2 кв  | 48,96                | 6 / 40 (44)   |        |
| Халил Акаш          | 3.000 м препреке | 8:18.43      | 8:54,04       | 10. у гр. 3   |            |               | Није се квалификовао | 30. / 38 (42) |        |
| Ешреф Апак          | Бацање кладива   | 81,45 НР     | 73,01         | 10. у гр. 2   | 17. / 30   |               | Није се квалификовао |               |        |

### Жене
| Атлетичар     | Дисциплина       | Лични рекорд | Квалификације | Квалификације | Полуфинале            | Полуфинале    | Финале   | Финале        | Детаљи |
| Атлетичар     | Дисциплина       | Лични рекорд | Резултат      | Место         | Резултат              | Место         | Резултат | Место         | Детаљи |
| ------------- | ---------------- | ------------ | ------------- | ------------- | --------------------- | ------------- | -------- | ------------- | ------ |
| Султан Хајдар | Маратон          | 2:24:44 НР   |               |               |                       |               | 2:47:11  | 43. / 52 (67) |        |
| Олзем Каја    | 3.000 м препреке | 9:36,98      | 9:30,23 ЛР    | 7 у гр 2 кв   |                       |               | 9:34,66  | 13. / 42 (45) |        |
| Тугба Гувенц  | 3.000 м препреке | 9:36,14      | 9:58,07       | 11. у гр. 3   | Није се квалификовала | 35. / 42 (45) |          |               |        |
| Кивилџим Каја | Бацање кладива   | 72,55        | 67,98         | 10. у гр. 2   | Није се квалификовала | 20 / 30 (31)  |          |               |        |